# Crisis? What Crisis?
Crisis? What Crisis? är ett musikalbum av Supertramp lanserat i november 1975 på A&M Records. Albumet spelades in i Los Angeles under sommaren 1975. Albumtiteln var hämtad från en replik ur Fred Zinnemanns film Schakalen. Skivan blev inte en lika stor kommersiell framgång som det föregående albumet Crime of the Century. År 2002 släpptes en ny cd-utgåva av albumet som också inkluderade låttexter, vilka inte förekom på tidigare utgåvor.

## Låtlista
(alla låtar skrivna av Rick Davies och Roger Hodgson)
1. "Easy Does It" - 2:18
2. "Sister Moonshine" - 5:15
3. "Ain't Nobody But Me" - 5:14
4. "A Soapbox Opera" - 4:54
5. "Another Man's Woman" - 6:16
6. "Lady" - 5:24
7. "Poor Boy" - 5:07
8. "Just a Normal Day" - 4:02
9. "The Meaning" - 5:23
10. "Two of Us" - 3:27

## Listplaceringar
- Billboard 200, USA: #44[1]
- UK Albums Chart, Storbritannien: #20[2]
- VG-lista, Norge: #10[3]
- Topplistan, Sverige: #16[4]